# Kwantumverstrengeling
Kwantumverstrengeling is een fenomeen uit de kwantummechanica waarbij twee of meer kwantummechanische objecten zodanig verbonden zijn, dat het ene object niet meer volledig beschreven kan worden zonder het andere specifiek te benoemen - ook al zijn de beide objecten ruimtelijk gescheiden ('non-lokaal').

## Beschrijving
Omdat kwantummechanische deeltjes zich tegelijkertijd in meerdere toestanden kunnen bevinden, zolang er nog niet gemeten wordt, betekent de verstrengeling dat er een correlatie zal zijn tussen metingen aan de deeltjes. Dit doet denken aan de klassieke "gemeenschappelijke oorzaak"-correlatie die kan bestaan, met dit verschil dat de verstrengeling bij kwantummechanische systemen kan gaan over een superpositie van schijnbaar tegenstrijdige toestanden. Dit verband gaat dus verder dan wat in de klassieke natuurkunde mogelijk is.
Dit onderlinge verband leidt tot correlaties tussen waarneembare natuurkundige eigenschappen van (in theorie) ver van elkaar verwijderde systemen. Zo stelt de kwantummechanica bijvoorbeeld dat kwantumtoestanden zoals de spin - zeg maar de draairichting - onbepaald zijn tot het moment dat er een fysieke interventie (experiment) is gedaan om de spin van het object te meten. Het is even waarschijnlijk dat een object een opwaartse spin heeft als dat het een neerwaartse spin heeft. Als van meerdere deeltjes wordt bepaald welke richting hun spin heeft, zal een onvoorspelbare reeks metingen gedaan worden die neigt naar een evenwichtige verdeling tussen opwaartse en neerwaartse spin.
Maar als dit experiment gedaan wordt met verstrengelde deeltjes, zijn de resultaten anders. Als de twee leden van een verstrengeld paar worden gemeten, zal als het ene een opwaartse spin blijkt te hebben het andere altijd een neerwaartse spin hebben en omgekeerd. De afstand tussen de twee deeltjes doet er daarbij niet toe. Om dit resultaat te verklaren zijn er theoretici die stellen dat er verborgen variabelen kunnen zijn die staan voor de spin van elk deeltje, en dat deze verborgen variabelen bepaald worden als het verstrengelde paar wordt gecreëerd. Het lijkt er daardoor op dat de twee deeltjes met elkaar moeten kunnen communiceren op willekeurig welke afstand, omdat de verborgen variabele die het ene deeltje beschrijft onmiddellijk kan omslaan als het andere wordt gemeten. Als de verborgen variabelen op afstand geen informatie-uitwisseling meer met elkaar zouden hebben dan zou je een ongelijkheid verwachten (de Stelling van Bell), die echter geschonden wordt zowel in de theorie van de kwantummechanica als bij experimenten.
Als deeltjesparen gemaakt worden door het verval van andere deeltjes, natuurlijk of door een opgewekte botsing, dan mogen die deeltjesparen "verstrengeld" genoemd worden, in zoverre dat zulke paren noodzakelijkerwijs gekoppelde en tegenovergestelde eigenschappen zullen hebben, zoals de spin of de lading. De aanname dat het de meting is die leidt tot de gemeten toestand gaat terug op de argumenten van, onder andere, Schrödinger, Einstein, Podolsky, en Rosen (zie: EPR-paradox) inzake Heisenbergs onzekerheidsprincipe en de relatie daarvan met observatie (zie ook de Kopenhaagse interpretatie). De analyse van verstrengelde deeltjes door middel van de stelling van Bell kan de indruk wekken van non-lokaliteit (dat wil zeggen, dat er een verbinding is tussen de leden van zo'n paar die spot met zowel de klassieke als de relativistische concepten van ruimte en tijd). Dit is aannemelijk als aangenomen wordt dat elk deeltje de plek van creatie van het deeltjespaar verlaat in een ambigue toestand (wat een mogelijke interpretatie is van Heisenberg). In zo'n geval blijven beide mogelijke uitkomsten van de meting mogelijk; alleen door de meting zelf zou een bepaalde waarde ontstaan.
Aan de andere kant, als elk deeltje de plaats van het ontstaan van het deeltjespaar zou verlaten met eigenschappen die ondubbelzinnig gemeten zullen kunnen worden dan zou het niet meer nodig zijn om te postuleren dat er een directe uitwisseling van informatie is over ruimte en tijd. De interpretatie van Bohm stelt dat een gidsgolf bestaat die wat als individuele deeltjes wordt gezien, verbindt, zodanig dat de veronderstelde verborgen variabelen in feite de deeltjes zelf zijn, die bestaan als een resultaat van de golf.
Observatie van de ineenstorting kan de indruk geven dat de metingen die op het ene systeem plaatsvinden het andere verstrengelde systeem direct beïnvloeden, zelfs op grote afstand. Een andere interpretatie van dit fenomeen is dat de kwantumverstrengeling niet noodzakelijkerwijs sneller informatie overbrengt dan de snelste overdracht in de klassieke natuurkunde (de lichtsnelheid) omdat een klassiek communicatiekanaal nodig is om het proces af te maken.
Kwantumverstrengeling heeft toepassingen in de opkomende technologie van kwantumcomputer en kwantumcryptografie, en is gebruikt om experimenteel kwantumteleportatie te bewerkstelligen. Tegelijkertijd roept het meer en meer filosofische discussies op over kwantumtheorie. De voorspelde correlaties van kwantummechanica, en wat is geobserveerd in experimenten, verwerpt het principe van lokaliteit, die stelt dat informatie over de toestand van een systeem alleen beïnvloed kan worden door interacties in de onmiddellijke omgeving en dat de toestand van een systeem bestaat en vaststaat voor de meting. Dat er verschillende visies zijn op wat er feitelijk plaatsvindt in het proces van kwantumverstrengeling hangt samen met verschillende interpretaties van kwantummechanica. In de standaard interpretatie, de Kopenhaagse interpretatie, is kwantummechanica noch "reëel" (aangezien metingen de eigenschappen van het systeem niet vaststellen maar instellen) noch "lokaal" (omdat de toestandsvector {\displaystyle |\psi \rangle } de simultane kansamplitudes voor alle posities omvat).

## Achtergrond
De theorie van verstrengeling stond Albert Einstein en anderen niet aan. In 1935 formuleerden Einstein, Podolsky en Rosen de EPR-paradox, een kwantummechanisch gedachte-experiment met een sterk tegen-intuïtieve en schijnbaar niet-lokale uitkomst. Dit in antwoord op Niels Bohr die het idee aanhing dat kwantummechanica als theorie compleet was. Einstein staat er om bekend dat hij verstrengeling afdeed als spukhafte Fernwirkung, een spookachtige werking op afstand. Hij geloofde dat toekomstige wiskundigen zouden ontdekken dat kwantumverstrengeling niets meer of minder zou zijn dan een fout in hun berekeningen. Zoals hij eens schreef: "Ik vind het een ontolereerbaar idee dat een elektron dat blootgesteld wordt aan straling zou kiezen uit zijn eigen vrije wil, niet alleen het moment om (op een positie) te springen, maar ook zijn richting. In dat geval zou ik liever timmerman zijn, of zelfs werken in een speelhal, dan een natuurkundige."
Aan de andere kant is kwantummechanica geslaagd in het doen van goede voorspellingen van de uitkomst van experimenten, en de sterke correlaties die voorspeld worden door de theorie van kwantumverstrengeling zijn nu daadwerkelijk waargenomen. Een mogelijke manier om de gevonden correlaties te verklaren in overeenstemming met de voorspellingen van kwantumverstrengeling is de benadering die bekendstaat als de local hidden variable theory, waarin onbekende, gedeelde lokale parameters de correlaties zouden veroorzaken. Maar in 1964 leidde John Stewart Bell een bovengrens af die bekendstaat als de stelling van Bell over de kracht van de correlaties voor alle theorieën die zich houden aan het principe van lokaliteit. Kwantumverstrengeling kan leiden tot sterkere correlaties die deze bovengrens overschrijden, zodat in experimenten de uitkomsten verschillend zouden zijn als de kwantumverstrengeling klopt dan als een van de lokale verborgen-variabelentheorieën juist is. De resultaten van verschillende experimenten ondersteunen op overweldigende wijze de kwantummechanica. Toch zijn er mogelijk gaten in de experimenten van Bell waarmee de validiteit van deze experimenten staat of valt. Om dat te bevestigen of ontkennen zijn nu experimenten in gang gezet. Meer daarover in het Engelstalige artikel over de experimental tests of Bell's inequality.
Observaties betreffende verstrengelde toestanden lijken in strijd te zijn met de eigenschap van de relativiteitstheorie dat informatie niet sneller kan reizen dan de lichtsnelheid. Hoewel twee verstrengelde systemen elkaar lijken te beïnvloeden over grote afstand in de ruimte, is de huidige opinie dat geen bruikbare informatie op deze wijze overgebracht kan worden, wat betekent dat de 'oorzakelijke natuurkunde' niet geschonden wordt door verstrengeling. Dit is de geen-communicatie-stelling (no-communication theorem).
Zelfs als informatie niet verzonden kan worden door verstrengeling alleen, wordt aangenomen dat het mogelijk is om informatie over te brengen door een set van verstrengelde toestanden te gebruiken in combinatie met een klassiek informatiekanaal. Dit proces staat bekend als kwantumteleportatie. Ondanks de naam staat kwantumteleportatie niet toe dat informatie sneller dan de lichtsnelheid verzonden wordt, omdat er een klassiek communicatiekanaal voor nodig is.
Er wordt ook gewerkt aan experimenten om te zien of verstrengeling het resultaat is van retrocausaliteit.

## Kwantummechanische beschrijving
Gegeven is een kwantummechanisch systeem dat uit twee subsystemen A en B bestaat. De Hilbertruimte waarop de kwantumtoestanden gedefinieerd worden is dan gegeven door het tensorproduct {\displaystyle \otimes } van de Hilbertruimte {\displaystyle H_{A}} die subsysteem A beschrijft en de Hilbertruimte {\displaystyle H_{B}} die subsysteem B beschrijft. Het totale systeem is dan gegeven door
{\displaystyle H_{\mathrm {totaal} }=H_{A}\otimes H_{B}}
De kwantumtoestand van het totale systeem is dan gegeven door (in Diracnotatie)
{\displaystyle |\psi _{\mathrm {totaal} }\rangle =|\psi _{A}\rangle \otimes |\psi _{B}\rangle }
waarbij
{\displaystyle |\psi _{\mathrm {totaal} }\rangle \in H_{\mathrm {totaal} }{\text{, }}|\psi _{A}\rangle \in H_{A}{\text{ en }}|\psi _{B}\rangle \in H_{B}}
Als simpel voorbeeld voor kwantumverstrengeling nemen we aan dat {\displaystyle H_{A}} en {\displaystyle H_{B}} beide tweeniveausystemen zijn, zoals bijvoorbeeld een spin-1/2-systeem. Men kan voor een dergelijk systeem dus denken aan twee elektronen (spin-1/2 fermionen) die samen een systeem vormen. Dit soort tweeniveausystemen kan ook als qubits gebruikt worden, en wordt in dit formalisme vaak algemeen als de superpositietoestand
{\displaystyle |\psi _{i}\rangle =\alpha _{i}|0_{i}\rangle +\beta _{i}|1_{i}\rangle \quad i\in \{A,B\}}
beschreven, waarbij {\displaystyle |0_{i}\rangle ,|1_{i}\rangle } een orthonormale basis vormen van subsysteem {\displaystyle H_{i}} (dat wil zeggen dat {\displaystyle \langle m_{i}|n_{i}\rangle =\delta _{mn}} met {\displaystyle \delta _{mn}} de Kroneckerdelta), en {\displaystyle \alpha _{i},\beta _{i}\in \mathbb {C} } de complexe amplitudes van de toestanden zijn waarvoor bovendien de normalisatievoorwaarde
{\displaystyle |\alpha _{i}|^{2}+|\beta _{i}|^{2}=1}
geldt. Voor een spin-1/2-systeem wordt vaak ook de alternatieve notatie {\displaystyle |\uparrow \rangle {\text{, }}|\downarrow \rangle } voor up- en down-spin gebruikt in plaats van {\displaystyle |0\rangle {\text{, }}|1\rangle }. Om de notatie simpel te houden wordt als volgt ook {\displaystyle |0\rangle ,|1\rangle } in plaats van {\displaystyle |0_{i}\rangle ,|1_{i}\rangle } geschreven waarbij uit context duidelijk zal zijn welk subsysteem de toestand komt. De totale toestand van het systeem is nu dus gegeven door
{\displaystyle |\psi _{\mathrm {totaal} }\rangle =|\psi _{A}\rangle \otimes |\psi _{B}\rangle ={\big (}\alpha _{A}|0\rangle +\beta _{A}|1\rangle {\big )}\otimes {\big (}\alpha _{B}|0\rangle +\beta _{B}|1\rangle {\big )}=\alpha _{A}\alpha _{B}|00\rangle +\alpha _{A}\beta _{B}|01\rangle +\beta _{A}\alpha _{B}|10\rangle +\beta _{A}\beta _{B}|11\rangle }
waarbij {\textstyle |ij\rangle =|i\rangle \otimes |j\rangle =|i_{A}\rangle \otimes |j_{B}\rangle } met {\textstyle i,j\in \{0,1\}} als verdere versimpeling van notatie wordt gebruikt. Men noemt een zulk systeem niet verstrengeld, omdat bij een projectieve meting van een van de subsystemen het andere niet wordt beïnvloedt, wat te zien is aan het feit dat de toestand als producttoestand, dat wil zeggen als tensor product van twee toestanden uit verschillende Hilbertruimtes, geschreven kan worden. Men kan echter het systeem verstrengelen door een bepaalde unitaire transformatie {\displaystyle U} toe te passen. Een voorbeeld voor een zulke transformatie binnen de kwantuminformatietheorie is de CNOT-poort. Men noemt een zulke transformatie dan ook wel een verstrengelende transformatie. Een verstrengelde toestand is een toestand die niet als product toestand geschreven kan worden, een simpel voorbeeld voor een zulke toestand zijn de Bell toestanden
{\displaystyle |\Phi ^{\pm }\rangle ={\frac {1}{\sqrt {2}}}{\big (}|00\rangle \pm |11\rangle {\big )}}
Het is bovendien belangrijk om op te merken dat er in de bovenstaande beschrijving tot dusver geen sprake is geweest van waar systeem A en B zich bevinden in de ruimte. In de meeste gevallen gaat het om systemen die ruimtelijk dicht bij elkaar liggen. Het is wetenschappers echter gelukt om kwantumverstrengeling op afstanden van vele honderden kilometers te verwezenlijken, zoals bijvoorbeeld in 2017, toen Yin et al. een nieuw wereldrecord zette van kwantumverstrengeling over 1.203 km.

### Meting van een verstrengelde toestand
Bevindt het totale systeem zich bijvoorbeeld voor een meting in de toestand
{\displaystyle |\psi \rangle =|\Phi ^{+}\rangle ={\frac {1}{\sqrt {2}}}{\big (}|00\rangle +|11\rangle {\big )}}
en maakt men een meting aan subsysteem A, zo is de toestand na de meting gegeven door
{\displaystyle |\psi '\rangle ={\frac {1}{\sqrt {p_{i}^{(A)}}}}P_{i}^{(A)}|\Phi ^{+}\rangle }
met {\displaystyle p_{i}^{(A)}=|\langle i_{A}|\Phi ^{+}\rangle |^{2}} de waarschijnlijkheid om toestand {\displaystyle |i_{A}\rangle ,\ i=0,1} te meten (in dit geval geldt {\displaystyle p_{0}=p_{1}=50\%}) en {\displaystyle P_{i}^{(A)}=|i\rangle \langle i|\otimes I_{\ }} de projectie operator die de toestand {\displaystyle |i\rangle } op het subsysteem A projecteert en systeem B onveranderd laat (gezien op deze onderruimte de eenheidsmatrix {\displaystyle I} toegepast wordt).
Meten we nu subsysteem A, zo is de kans de toestand {\displaystyle |0\rangle } te meten 50% en zal de toestand na het meten gegeven zijn door
{\displaystyle |\psi '\rangle =|00\rangle }
Als we vervolgens subsysteem B zouden meten zien we echter dat er een kans van 100% is om systeem B in de toestand {\displaystyle |0\rangle } te meten, omdat er geen sprake meer is van een superpositie. Op dezelfde manier kan men ook bij een meting met een kans van 50% de toestand {\displaystyle |1\rangle } meten, zo is onze toestand na het meten gegeven door
{\displaystyle |\psi '\rangle =|11\rangle }
Hier ziet men dat nu de kans om systeem B in toestand {\displaystyle |1\rangle } te meten 100% is. Dat wil zeggen dat de meting van systeem A het meetresultaat van systeem B vastlegt! De volgorde van de meting van systeem A en B is overigens niet belangrijk. Men had net zo goed systeem B als eerste kunnen meten waarbij men voor de meting een 50% kans had om {\displaystyle |0\rangle } of {\displaystyle |1\rangle } te meten, waarna vervolgens het resultaat van systeem A vastgelegd is. In deze zin correleren de meetresultaten van systeem A en systeem B als er sprake is van kwantumverstrengeling.